# .in
.in is de internetcode voor websites uit India. .in wordt beheerd door registrar INRegistry en staat onder de autoriteit van de regering van India.
Sinds 2005 kan men onbeperkt .in-adressen claimen. Men maakt onderscheid tussen de volgende subdomeinen:
- .in (voor iedereen)
- .co.in (voor banken en grote bedrijven)
- .firm.in (voor winkels en kleinere bedrijven)
- .net.in (voor internetproviders )
- .org.in (voor non-profit organisaties)
- .gen.in (voor algemeen gebruik)
- .ind.in (voor individuen)

Vijf zones zijn voorbehouden:
- .ac.in (universiteiten)
- .edu.in (educatieve instellingen)
- .res.in (onderzoeksinstituten)
- .gov.in (de Indiase regering)
- .mil.in (het Indiase leger)